# Heigenbrücken
Heigenbrücken es un municipio alemán, ubicado en el distrito de Aschaffenburg, en el Regierungsbezirk de Baja Franconia, en el Estado federado de Baviera. Asimismo, es la sede de la comunidad administrativa (Verwaltungsgemeinschaft) de Heigenbrücken.
Se encuentra atravesado por la cadena montañosa Spessart en el valle de Lohrbach.